# Pouydraguin
Pouydraguin é uma comuna francesa na região administrativa de Occitânia, no departamento de Gers. Estende-se por uma área de 9,71 km². Em 2010 a comuna tinha 133 habitantes (densidade: 13,7 hab./km²).